# NARUTO -ナルト- 疾風伝
『NARUTO -ナルト- 疾風伝』（ナルト しっぷうでん）は、漫画『NARUTO -ナルト-』を原作とするテレビアニメであり、前作『NARUTO -ナルト-』の続編。

## 概要
原作における第二部が基になっており、2007年2月15日から2017年3月23日までテレビ東京系列で放送されていた。
今シリーズは第296話までの番組の最後には不定期に本編と関係のないミニエピソードが放送され、オリジナルストーリーは前期は数話の短編だったのに対し、今期は長編になっているなどの前期との相違がいくつか見られる。また、ギャグの描写が多かった前期に比べ、今期は主要人物の戦死、戦争の悲しみや平和についてのテーマなどが顕著である。また、前期から3年後の舞台と、未成年人物の成長もあり、前期から一転してほぼシリアスな描写となっている。
提供バックは前作はオープニング・エンディング映像の1カットだったが本作は本編のダイジェストになっている。
文字多重放送を実施。2008年4月3日の第54話（通算274話）よりハイビジョン制作に移行し、地上デジタル放送では画面アスペクト比16:9のワイドサイズで放送されるようになった（アナログ放送では2009年10月8日の1時間スペシャル（通算第349話・350話）からレターボックスが付加されている）。ただし、ハイビジョン化以降も作中でそれ以前の放送回の回想シーンが使われるときは、画面は4:3のままである（アナログ放送では一時的に額縁放送となる）。
2009年10月15日より、20時台の新番組『空から日本を見てみよう』が19:58開始となることに伴い、19:58まで1分拡大された。
2010年5月2日から「NARUTO -ナルト- 疾風伝 特選放送 ペイン来襲!」と題して5月と6月限定の再放送が日曜 10:00から放送された（通算第372話 - 第380話を放送）。
なお2014年春の改編で、2001年10月から12年半続いた水曜19時台のアニメ枠が廃止になったため、テレビ東京のゴールデンタイムのアニメ枠は当番組と直前の『ポケットモンスター XY』が放送されている木曜19時台のみとなった。テレビ東京のゴールデンタイムのアニメ枠が木曜19時台のみになるのは1998年4月から同年9月以来16年ぶりとなる。
2014年7月3日放送の第367話「柱間とマダラ」にて『BLEACH』の放送回数366話を突破し、ぴえろおよびテレビ東京制作のアニメとしては、単一のタイトルで放送された期間・話数共に最長記録を更新した。
2016年4月7日より、放送時間を5分繰り上げ、19:25 - 19:53の放送となった。これにより『ポケットモンスター XY&Z』が18:55開始となるため、地上波新作アニメとしてはテレビ朝日系以外で唯一の19時台開始作品となる。
2016年10月13日放送の第479話（通算第699話）「うずまきナルト!!」にて原作の第699話までのエピソードを消化し、その後は幼少時代を描いたアニメオリジナル、ノベライズ版を原作とするエピソードである「サスケ真伝 来光篇」、「シカマル秘伝 闇の黙に浮ぶ雲」、「木ノ葉秘伝 祝言日和」が放送された。「イタチ真伝篇 光と闇」もノベライズ版に準じたストーリーではあるが、こちらはストーリー序盤と結末部分を除いてほぼオリジナルの展開となっている。
2017年2月16日放送回（第494話・第495話）を以て、テレビ東京系列で放送された単一タイトルのアニメ作品としては『しましまとらのしまじろう』（テレビせとうち制作）に続き2作目、ぴえろおよびテレビ東京制作では初めて、放送期間が10年を突破した。
2017年3月23日放送の第500話「祝いの言葉」をもって前作『NARUTO -ナルト-』から通算14年半・計720話の放送を終了。木曜19:25-19:53枠の後継番組が『スナックワールド』（レベルファイブ原作）となったため、ゴールデンタイムにおける『週刊少年ジャンプ』原作のアニメ化作品は一度途絶えることになった。
2017年4月5日に本作の後年の世界を描いた『BORUTO-ボルト- NARUTO NEXT GENERATIONS』が水曜17:55-18:25枠で放送開始したが、2018年5月3日放送の第56話より本作と同じ木曜19:25-19:53枠に移動し、本作終了から1年1か月ぶりに『週刊少年ジャンプ』原作のアニメがゴールデンタイムで放送された。
2018年10月以降は『BORUTO』が日曜17:30-18:00枠に、『ポケットモンスター サン&ムーン』が日曜18:00-18:30枠にそれぞれ放送時間を移動したため、テレビ東京系列における木曜19時台のアニメ枠は完全廃止となった。
2020年1月、大手アニメ配信サービスCrunchyrollの発表によると、同シリーズが2010年代に世界で最も視聴されたアニメと認定された。特に北米、中東、アジアで視聴回数1位を獲得している。
2022年1月の発表では、2021年の1年間に世界で視聴回数が多かったアニメの上位に選出され、完結した今でも世界トップクラスの人気を維持し続けている。
本作の劇伴「NARUTO -ナルト- 疾風伝 BGM」が、2013年にJASRAC賞「国際賞」を受賞している。2014年、2020年～2024年にも受賞(通算7回)しており、国際賞受賞回数が最多の作品となっている。

## 各話リスト
- 各章の名称はアニプレックスが随時リリースしているセルDVDソフトにおいて付けられている題に基づく。
- サブタイトルが太字の回はアニメ版オリジナルストーリー。

補足
1. ↑  2023年7月23日にもテレビ東京系列で17:30 - 18:00に傑作選として放送された。
2. ↑  2023年7月30日にもテレビ東京系列で17:30 - 18:00に傑作選として放送された。
3. ↑  2023年8月6日にもテレビ東京系列で17:30 - 18:00に傑作選として放送された。
4. ↑  2023年8月13日にもテレビ東京系列で17:30 - 18:00に傑作選として放送された。
5. ↑  2023年8月20日にもテレビ東京系列で17:30 - 18:00に傑作選として放送された。
6. ↑  2023年8月27日にもテレビ東京系列で17:30 - 18:00に傑作選として放送された。

## 登場人物
マツリ
声 - 坂本真綾
茶髪のショートヘアが特徴のくノ一。かつて両親が忍に殺され、刺さった武器を目の当たりにしたため、武器を持つのに躊躇していたが、我愛羅の指導により克服し、忍具の使い方を教わった。我愛羅を慕っており、彼を侮辱する者には即座に敵意を露わにする。また、第1部のアニメオリジナルストーリーでも登場しており、その際ナルトとも面識があり、ペインを倒し木ノ葉の里の英雄となった彼を尊敬している模様。疾風伝ではテマリの部下として登場しており、ユカタと共に行動している。疾風伝オリジナルストーリー「ナルトの背中～仲間の軌跡～」では、ユカタとミコシのスリーマンセルで、中忍試験を受けている。終盤で我愛羅を支える資格が自分たちにあるかどうかを試すためにシラに勝負を挑むも完敗するが、シラからは実力を認められた。
ユカタ
声 - 東條加耶子→中塚智実
黒髪のロングヘアが特徴のくノ一。マツリとよく行動を共にしている。天然で抜けているところが多々あり、空気が読めない。疾風伝オリジナルストーリー「ナルトの背中～仲間の軌跡～」では、マツリとミコシのスリーマンセルで中忍試験を受けている。問題の意図や意味を把握しきれなかったり、第二次試験のスタートダッシュに遅れたり、「地の利」の意味を理解出来なかったりと2人にサポートされている。
巌流（がんりゅう）
声 - 松本保典
元霧隠れの忍。「ヨスガ峠の悲劇」の事件で岩隠れの里に裏切られ仲間を殺されたことから岩隠れに復讐を試み、霧隠れへの使者として派遣された赤ツチと黒ツチを襲撃したが、ナルトの説得により復讐を止めた。その後は長十郎に連行されて処罰を受けることになったが、赤ツチの計らいで処分は軽くなった。第四次忍界大戦では同じ忍として闘うことを決意し、戦闘部隊に加わった。
大黒天善（だいこく てんぜん）
声 - 木村雅史
水の国の大名の側近。表の顔は政治家だが裏の顔は大盗賊団の棟梁で、巨額の賄賂を大名に渡し、好き放題に悪事を働いていた。再不斬がクーデターを起こした際に手下が大勢やられた事を根に持っており、その後再不斬を追って波の国を訪れるも彼が既に死んでいることを知ると安置されていた首切り包丁を盗み出した。波の国内にある城に住んでおり、常に数千人の傭兵を警備に付けている。首切り包丁を取り返しに来たサスケと水月に手下を全滅させられた挙句城を倒壊させられ、首切り包丁を奪われる。その後の消息は不明。

### 守護忍十二士の章
ソラ
声 - 平川大輔、根本圭子（幼少）
火ノ寺の忍僧。元守護忍十二士のカズマの息子。敵や気に入らない相手には「戒名付けてやる」と言って戦いを挑む。ナルト同様風のチャクラ性質を持ち、右手に装備した鉤爪を用いた接近戦を得意とする。5歳のころ、カズマの手により九尾のチャクラをその身に封じられており、封印を解かれた際は我を忘れて暴走し、ナルトと同じ尾が四本の尾獣形態になってしまうが、最終的にナルトの体を張った呼びかけにより九尾のチャクラを体外に全て放出し元に戻った。その後は火ノ寺に戻らず旅に出た。
フリド / カズマ
声 - 中井和哉
白く長い髪と顔の傷痕が特徴。事件の黒幕であり、3人の部下たちと共に火ノ寺付近の隠し墓から守護忍十二士の「雷遁四人衆」の遺体を盗み出し、後に部下達を率いて木ノ葉に侵攻した。その正体は守護忍十二士の元メンバー・カズマで、ソラの父親である。かつてはアスマの盟友であったが、後に火の国による世界統一のために軍事国家化を計画し、志を同じくした5人のメンバーを率いてクーデターを決行、アスマや地陸を始めとする残りの6人のメンバーとの激闘の末に戦死したと思われていた。
九尾のチャクラを宿した息子のソラを利用して里への復讐を企てたが、アスマの怒りを買い一騎討ちの末に倒された。
フドウ
声 - 伊丸岡篤
フリドの部下。土遁系の術と怪力による戦法を得意とし、体を岩より硬くする能力がある。ヤマトと最初に対戦した時は土遁で勝負し、追い詰めるが、止めの確認をしなかったため、木ノ葉で2度目の対戦をすることになり、この時は自分の能力を利用された上、水遁で追い詰められ木遁で縛り上げられて圧死、ヤマトの言う通り木ノ葉の土となった。
フエン
声 - 上田燿司
フリドの部下。相手を洞窟に閉じ込め、幻術・罠・毒でじわじわと弱らせる戦法をとる女。この戦法でサイに傷を負わせるが、2度目はサクラに術を看破され、サクラの鉄拳を浴びて敗れる。
フウカ
声 - 浅川悠
フリドの部下。「屍鬼接吻」と「屍鬼転身」を組み合わせることで、5つのチャクラ属性を使い分けることができる女だが、本体は髪の毛の化け物であり、ナルトを殺し肉体を奪おうとした。最初の戦闘ではナルトを惑わせ追い詰めたが、2度目は術の特性に気づかれ、「螺旋丸」を食らい敗れる。
キタネ
声 - 加藤亮夫
守護忍十二士の元メンバー。ナウマ（声 - 利根健太朗）、セイト（声 - 藤吉浩二）、トウウ（声 - 宇乃音亜季）と共に守護忍十二士の中でも最強の雷遁使いと謳われた「雷遁四人衆」の一人であり、雷遁系の術を得意とした。かつてのクーデターではアスマや地陸らと共にクーデターを阻止する側に付くも戦死し、遺体は他の「雷遁四人衆」のメンバー達と共に火ノ寺付近の隠し墓に埋葬されていた。しかし後にナウマら共々遺体をフリドらによって奪われ、「土遁蘇生術・死屍土壌」により蘇生されて操られるが、アスマに倒されたことで再び埋葬された。生前は冷静で思慮深い性格であり、アスマのストッパー役だった。

### 三尾出現の章
紅蓮（ぐれん）
声 - 宮島依里
あらゆる物質を結晶と化す血継限界「晶遁」の使い手であるくノ一。冷酷で好戦的な性格だが、幽鬼丸との出会いの中で本人は当惑しながらも優しさに目覚めていった。かつては大蛇丸の器の候補でもあったが、三年前は転生の儀式に間に合うことができなかったため、次の器に選ばれたサスケには反感を抱いている。カブトから幽鬼丸の護衛を命じられ、任務に向かうに当たって辺境アジトで部下の選抜戦を行い5人のメンバーを手下とした。その後は将来な優しさから幽鬼丸と心を通わせていくが、実は幽鬼丸の母を殺した張本人であり、数年前に大蛇丸と一緒に音隠れ建設のためにある村を殲滅するという命令を受けていたが、チャクラの使い過ぎで倒れた所を幽鬼丸の母親に助けてもらい、その恩から一度は見逃すが、直後に大蛇丸から強制される形で結局は幽鬼丸の母親を殺害してしまう。
カブトらを裏切り、ナルトとも共闘、カブトの口寄せで操られた麟児を道連れにしたが、牛頭に助けられ、牛頭や幽鬼丸と共にナルト達を見届けてその場を去った。後に幽鬼丸とともにナルトに会いに木ノ葉に訪れている描写があった。
麟児（りんじ）
声 - 内田夕夜
紅蓮の部下。蝙蝠を操ることで周囲を探ることができる感知タイプの忍。頭の回転が速く、紅蓮の部下達のリーダー的存在。鬼霧・鬼鳳・濡羅吏と協力して辺境アジトでの選抜戦に生き残るが、実は晶遁との相性も兼ねて紅蓮の監視のために大蛇丸によって派遣されていたスパイだった。しかしカブトを出し抜いて出世を目論んでいたため、カブトに邪魔者と見なされて暗殺され、その後はカブトが成りすましていたが、紅蓮が裏切った際にカブトの「死魂の術」で生ける屍となって紅蓮と戦い、蝙蝠の超音波で晶遁を無力化するが、浮上してきた三尾に潰されて紅蓮の捨て身の攻撃で倒された。
鬼霧（きぎり）
声 - 細谷佳正
ガスマスクを装備した忍。ガスマスクから吐き出されるガスは視覚・嗅覚が無くなり、この能力で嗅覚で動くキバとの交戦時は優位に立ったが、感知タイプである麟児がいないと自らも味方の位置を把握できないという欠点があった。二度目の交戦ではその弱点を突かれてリー達に敗北し、瀕死状態になったが、カブトから呪印の力を与えられて復活した。その後はカカシと戦い、「煙重分身」を使って一時優位に立つも、カカシの頭脳戦の前に敗れ、そのまま濡羅吏に取り込まれるが、浮上してきた三尾に潰されて濡羅吏、鬼鳳と共に水に溶けて死亡した。
鬼鳳（きほう）
声 - 松田健一郎
ゴーグルを付けた小柄な忍。右腕に大型のリボルバーのような武器を装備しており、その武器によって煙で砲撃を行い「煙龍」を呼び出すことができる。鬼霧らと同様、リーとの戦いで瀕死状態になるも、カブトから呪印の力を与えられて復活した。その後はヤマトと戦うが、水遁で得意の煙を液化されて木遁に敗れ、そのまま濡羅吏に取り込まれるが、浮上してきた三尾に潰されて濡羅吏、鬼霧と共に水に溶けて死亡した。
濡羅吏（ぬらり）
声 - 利根健太朗
水色の装束を纏い、常にオカマ口調で話す。見かけ通り全身を水の粘膜質のようなもので覆っておりチャクラを通さないため、ヒナタとの交戦時はこの能力で柔拳を封じて一方的な展開に持ち込んだ。鬼鳳らと同様リー戦で瀕死状態になるも、カブトから呪印の力を得てシノとの戦いでも能力を用いて優位に立つが、寄壊蟲によって体の粘液を剥がされて敗北、その後は同じく倒された鬼霧と鬼鳳を取り込み復活するも、浮上してきた三尾に潰されて鬼霧、鬼鳳と共に水に溶けて死亡した。
牛頭（ごず）
声 - 斧アツシ
紅蓮の部下で大柄の男性。肉体を泥に変えることにより、状況に応じて体型を変化できる。辺境アジトでの選抜戦をたった一人で勝ち残った実力の持ち主であり、力尽くで三尾を止められるほどの豪腕を誇る。幽閉されていた頃の恩義から、紅蓮に対しては絶対的な忠誠を誓っている。木ノ葉との交戦で、シノの寄壊蟲に晶遁を封じられてピンチに陥った紅蓮をカカシの雷切から庇う形で死亡したかに見えたが、泥の状態で湖底に潜んでおり、麟児を道連れにして沈んできた紅蓮を再び救出し、紅蓮や幽鬼丸と共にナルト達を見届けてその場を去った。
幽鬼丸（ゆうきまる）
声 - かないみか
三尾をコントロールする能力を持つ少年。天真爛漫な性格だが、幼い頃に母（声 - すずき紀子）を殺された経験があり、「自分の帰る場所」にこだわるなど不思議な言動が多く、熱を出した自分を看病してくれた紅蓮のことを「帰る場所」だと感じて懐いていた。彼女に危機が及ぶと三尾のコントロール能力が飛躍的に上昇するも使い果たしてしまい、力を失って倒れ、ナルト達に保護されたが、紅蓮が生きていることを感じ取り、紅蓮の下へ向かい、紅蓮や牛頭と共にナルト達を見届けて去って行った。後には紅蓮とともにナルトに会いに木ノ葉に訪れている描写があった。

### 六尾発動の章
葛城ホタル（かつらぎ ホタル）
声 - 豊口めぐみ
土蜘蛛一族の少女。一族の頭領・役の行者の孫娘として一族に伝わる禁術を受け継いでいた。そのため多くの忍から狙われており、里の者たちからも疎外されていた。少し弱気だが純粋でひたむきな性格であり芯は強い。忍としては未熟だったが、忍として基本的な事柄は遁兵衛やウタカタから教わっていた。ウタカタのことは非常に慕っており、何度も正式な弟子入りを志願するが、ウタカタからは断られていた。自身と同じ土蜘蛛一族のシラナミに利用され、体内に封印されていた禁術が暴走してしまうが、ナルトとウタカタにより救出され、禁術は消滅した。その後はウタカタに正式に弟子入りして共に旅立つことになっていたが、その直前にウタカタが暁に拉致され尾獣を奪われて死亡したため叶わぬ夢となった。
遁兵衛（とんべえ）
声 - 佐々木省三
ホタルの従者である老人。第二部ではウタカタの実力を認めて土蜘蛛の里までのホタルの護送を依頼し、自身はたった一人で葛城山に残ってマガキ衆の4人組と交戦し、重傷を負ってしまう。その後は遅れて到着したナルトたちにホタルの事を託し、サクラの治療を受けることになった。
役の行者
声 - 真田五郎
かつては土蜘蛛一族の頭領ありで、第三次忍界大戦においてたったひとつの術で里ひとつを丸ごと焼き尽くしたという。あまりに危険であるこの術を禁術に指定する代わりに、一族の危機を木ノ葉が護ってくれるようにと三代目火影・ヒルゼンとの間で密約を交わしていた。
シラナミ
声 - 草尾毅
賞金稼ぎの集団「マガキ衆」の頭領。文字を媒体とした術を得意とする。実は土蜘蛛一族の一人。役の行者の又弟子で優秀な忍だったが、禁術欲しさに禁術を守っていた実の父親を殺していた。
アカボシ、チュウシン、ナンゴウ、ベンテン
声 - 高瀬右光、多田野曜平、金光宣明、逢坂力
リーダー格のアカボシ、痩せた男で巨大な手裏剣を背負ったチュウシン、大男のナンゴウ、中性的な容姿を持つベンテンからなる4人組。チームワークを駆使した集団戦闘を得意としており、全員で連携して術を繰り出す。
ハルサメ
声 - 山内健嗣
ウタカタの師匠。かつてウタカタに対して六尾と共に生きることを受け入れてほしいと願い、あえてウタカタから六尾を引き剥がそうと試みるも命を落とした。しかし当のウタカタは六尾を目当てにハルサメが自身を裏切ったと受け取り、この事件以降ウタカタは師匠という存在を嫌悪するようになった。
ツルギ
声 - 西前忠久
霧隠れの里の暗部から派遣された追い忍部隊の隊長として、ウタカタを連れ戻すために部下と共に土蜘蛛の里の周辺を探索し、ホタルのために行動するウタカタを監視していたが、六尾を狙っていたペインに部隊ごと殲滅されて死亡した。

### ナルトの背中 ～仲間の軌跡～
ミコシ
声 - 河西健吾
砂隠れの里の下忍で、ユカタとマツリのチームメイト。眼鏡をかけた少年。若干神経質な面がある。
シラ
声 - 髙木裕平
砂隠れの里の下忍。体の至るところに生傷を負っている青年。リーと同じく忍術・幻術のスキルがなく、里の習わしにより忍としても認められず忍者学校に通えなかったため周囲から馬鹿にされていたが、その後は独学で体術の修行を続けていった結果、「七天呼法」や「音無の羽」など独自の体術秘技を身につけた。後に風影に就任した我愛羅からその才と努力を見出され、念願だった忍になれただけでなく、我愛羅の体術指南役にまで取り立てられるという異例の出世を遂げた。そのため我愛羅には大恩を感じている。
中忍選抜試験ではヨメとセンと共に参加し、我愛羅と里のために他の受験者を一人でも多く合格させようとサポートするが、彼の出世を疎む砂隠れの他の受験者2班の攻撃を受けていたところをリーたちに助けられた。その際自身への仕打ちに激怒したリーの反撃を止め、自身の胸中を明かし他班と和解した。その後同じ体術使いのリーと激戦を繰り広げるが、勝負の流れを制したリーに敗れ、リーからガイ直伝の修行着を友情の証に受け取った。中忍試験終盤ではマツリからも、同じく我愛羅から教えを受けた者同士として我愛羅を支える資格が自分にあるかを試すための勝負を受けている。中忍試験後はヨメとともに、故郷の近辺の北の国境の警備に就いた。
ヨメ
声 - 潘めぐみ
砂隠れの里の下忍。シラのチームメイトのくノ一。小柄な体格で大きな目が特徴。シラに惚れており、そのことをセンに突っ込まれた時には赤面していた。水滴を利用して、広範囲を見渡すことができる感知系の術を使う。しかし、眼が良すぎて閃光には人一倍弱く、水滴が蒸発するとその能力を活かせないなどの弱点がある。また、医療忍術の心得もある。中忍試験後はシラと共に北の国境の警備に赴いた。
セン
声 - 東内マリ子
砂隠れの里の下忍。シラのチームメイトのくノ一で、扇子を使って幻術を操る。テマリとは昔馴染の間柄。中忍試験後は北の国境の警備に赴くシラとヨメを見送った。
ブラミ
声 - 後藤光祐
草隠れの里の下忍。チョウジが普通の体型に見えるほどの肥満体の男で、自らの体内で生成したガスで臭いを消すことができる。また、クナイが何本か刺さっていても平然としている。
カザミ
声 - 手塚ヒロミチ
草隠れの里の下忍。リーゼントの髪型をした男性。身の丈ほどもある大きな旗を持っており、どんな時もチームワークを意識した発言をする。風遁系の忍術を使う。
ムヤミ
声 - 岩端卓也
草隠れの里の下忍。サングラスをかけた小柄の少年。人見知りでネガティブな言動が多い。鉤爪を武器にして、モグラのモグラン丸（モグランまる）と口寄せ契約を結んでいる。
アジサイ、スイレン、フヨウ
声 - 久嶋志帆、合田絵利、あいざわゆりか
雨隠れの里の下忍。スイレンとフヨウは感知タイプで、人柱力探しや他里の実力を推し量る役割を担う。アジサイはテンテン同様「開封術」と称する時空間忍術に優れ、紙から様々な武器などを出し二人をサポートする。第一部の中忍試験では小南の命令により、人柱力を探すために潜入していた。試験終了後には砂隠れから届いた詳細を確認した小南から中忍昇格を許可されるも、同時に下されたS級任務でアジサイは死亡し、死体は自来也に倒されたペイン畜生道の後任として補充された。
シブキ
声 - 千葉一伸
滝隠れの里の長。本編に先駆けてジャンプフェスタ2004のオリジナルアニメに登場している。人同士の繋がりが生まれればこの世に争いは無くなると考えており、人柱力であるフウを疎外することなく接し、自由奔放な彼女に手を焼きつつも彼女に自分の大切なものを守るように教えていた。フウが勝手に木ノ葉隠れへ中忍試験の申し込み用紙を送った際には、滝隠れの里がかつて七尾を手に入れた経緯を語り、人柱力であることの秘匿、里の名を高めるような戦いをすること、監視兼護衛役を付けることを条件に参加を許可した。
ケゴン、ヨウロウ
声 - 中村太亮（ケゴン）、奥村翔（ヨウロウ）
滝隠れの里の上忍。フウが中忍試験に参加するにあたり、上忍の身分を隠して彼女の護衛役として下忍「トッチ」、「クン」として同行。彼女を疎んではいないもののマイペース過ぎる性格には手を焼いており、中忍試験編では護衛役というよりはまるで保護者のように奔走していた。
フギ
声 - 松本忍
砂隠れの上忍。尾獣を抜かれれば人柱力は死ぬという原理を利用して一尾を封印することで我愛羅の暗殺を企て、ホウイチと結託して魔の砂漠に発生する大砂嵐の感知を妨げる結界を張っていた。やがて頃合いを見計らい結界を解除して砂漠中に大砂嵐を発生させ、我愛羅を誘き出してホウイチに一尾を我愛羅から引き剥がさせ、彼を暗殺させようとした。ホウイチが拘束された後に我愛羅と対面し、彼の里に対する想いを知って首謀者として一連の騒動の責任を取って切腹し自決した。
ホウイチ
声 - 時永洋
砂隠れの僧侶。琵琶法師のように常に琵琶を背負っており、顔の左側から鼻にかけて真横に傷がある。まだ若手だが、幼少の頃より分福の流れを組む法力を学んできた実力者。フギの依頼で我愛羅を誘い出して特殊な術を使って一尾を引きはがすことで暗殺を目論んみ、そこへ助けに入ったフウが同じく人柱力だと知ると彼女からも七尾を引き剥がそうとするが、ネジが我愛羅とフウから尾獣チャクラを引き剥がしていた鎖を引き離したことにより、術が自身に跳ね返ってしまい拘束された。

### 忍宗の起源〜二つの魂インドラ・アシュラ〜
テンジ
声 - 内田夕夜
カグヤが地上に到来した時期の其（そ）の国の王。争いの絶えない時代において、彼の国の侵略に際しても講和を望むなど平和による統治を目指していた。宙から訪れたカグヤの存在を受け入れて暖かく接し、後に側室として二子（後のハゴロモとハムラ）を身籠らせる。しかしその頃から始まった彼（か）の国の侵略行為に対して「彼の国の者に手出しを行った者は死罪」との命を発するが、その結果自身を攫おうとした彼の国の侵略者を自身の返り討ちにしたカグヤに対し、戦争回避との板挟みの末に死罪を命ぜざるを得なくなってしまう。カグヤの捕縛を命じるも、カグヤが発動した無限月読により幻術の世界へと幽閉された。
アイノ
声 - 竹内絢子
カグヤの侍女。カグヤのために親身になって接していたが、カグヤを追うテンジの兵達を説得し制止しようとするも何本もの矢を浴び死亡した。
スザク、ゲンブ
声 - 木島隆一（スザク）、後藤光祐（ゲンブ）
彼の国からの使者。彼の国の侵略に乗じ奸計を用いてカグヤを捕らえ我が物にしようとするも、異能を用いたカグヤに部下達が殺害され返り討ちに遭うと、それを出汁に其の国の王であるテンジにカグヤの処遇を迫るという手段に及んだ。
ハオリ
声 - 東内マリ子
カグヤの治める無限月読により一新された世界の民で、ハゴロモやハムラとも親しくハゴロモからは恋心を抱かれていた。しかし後にカグヤにより神樹への「使い」に選ばれ、その後死亡が確認された。
フタミ
声 - 野島健児
カグヤ封印後の世界の住人。壊れた橋で向こう岸までの荷渡しを請け負う飛脚を装い、そのまま荷物を奪って逃げる事で生計を立てていた盗人だった。贖罪の旅をしていたハゴロモが通り掛かり橋を直し始めた事に最初は反発していたが、来る日も来る日も橋を直し続けるハゴロモの姿にいつしか自身も修繕を手伝うようになり、それを見ていた他の住民達も修繕に協力するようになった。
橋の完成後、その地を去り再び旅立とうとしたハゴロモを追って自身も旅に出る事に決め、後に弟子入りしハゴロモの開いた忍宗の一番弟子となった。ハゴロモが村に戻った後も彼に付き従い、忍宗の発展やインドラとアシュラの成長と跡目争いを共に見守った。
タイゾウ
声 - 木島隆一、東内マリ子（幼少）
忍宗の村の住人で、アシュラの親友。病に掛かった自身の母の薬代を賄うために、アシュラに目的を偽って切り倒させた樹木を売り払おうとしたものの、インドラに見つかり捕らえられてしまうが、アシュラの手で逃がされる。その後彼への礼のために、忍宗の後継者を決めるべくハゴロモが課した試練の旅に向かうアシュラに同行し、自らの手で井戸を掘ろうとする彼を助けた。
カンナ
声 - 相川奈都姫
ハゴロモの命でアシュラが向かった旅先の村の住人で、入村時に山賊と間違えられたアシュラへの攻撃に誤って巻き込まれた際、怪我を治療された事でアシュラと知り合う。土地の唯一の水源であった神樹からの水でできた農作物による健康被害で母が昏睡状態に陥っており、それでも神樹の水源に頼らざるを得ない自分達の運命に半ば諦めを抱いていた。だが地元の住民が長年掘っても上手く行かなかった井戸をたった一人の手で掘ろうとするアシュラの姿に半ば呆れながらも他の住民達にそれを伝え、またアシュラからチャクラの使い方を教わり医療忍術を会得、井戸が完成した後、母の意識も回復させる事ができた。その後はアシュラと共に彼の育った村を目に映すべく忍宗の村への帰還に同行し、後に結婚し子を儲けた。

## アニメ版オリジナルストーリー
守護忍十二士の章（第57話 - 第71話）
ナルトが新術の開発に挑む中、ヤマト班には火の寺で発生した墓荒らしの解決という任務が命じられた。火の寺に赴いたナルト達は、僧の地陸や修行僧のソラ達と知り合う。地陸は、かつて火の国の大名を護衛するために組織された精鋭集団「守護忍十二士」の4人のメンバーの隠し墓が、火の寺の東西南北に位置していること、荒らされた墓はそのうちの1人であるキタネの隠し墓であったこと、また自身や木ノ葉の上忍のアスマもかつては同じく守護忍十二士の一員であったことを告げる。そんな中、他の3つの隠し墓を荒らされたとの連絡を受けて出動したカカシ班とソラは、それぞれフエン、フドウ、フウカ、フリドと名乗る4人の忍と戦うことになる。フリド達には逃げられてしまうが、彼達の狙いはソラではないかと疑ったヤマトは、負傷したサイの代わりにソラを臨時の班員として迎え入れることを決める。カカシ班がソラを連れて木ノ葉に帰還するのとほぼ同じ頃、第十班を率いるアスマから、火の国の国境沿いのいくつかの村が一夜にして襲撃され、それぞれ多数の村人が殺害されたという報告が入る。アスマは木ノ葉の里を廻るナルトとソラに対し風の性質変化のコツを伝授し修行に付き合うが、翌日にソラは里に現れたフリドによって、同じく守護忍十二士の一員だったソラの父・カズマを殺したのはアスマであったことを知ってしまう。その翌日、ソラはアスマの前に現れて真相を問いただすが、それを認めたアスマに対し激昂したソラはフリドの元に向かい、フリドの話を聞き共に火影を亡き者にすることを決意する。その日の夜、ソラは火影室にいた綱手を襲撃し、気付いたナルトにより間一髪で綱手は難を逃れるが、ほぼ時を同じくして木ノ葉隠れの里全域で大規模な停電が発生、直後にフリドが3人の部下達を率いて里を襲い、封印術を使用して里を結界の中に閉じ込めて隔離してしまう。そしてそれまでに襲撃していた村の村人達の遺体を転生忍術で蘇生させて操り、さらには隠し墓から奪い取った元守護忍十二士の4人のメンバー、通称「雷遁四人衆」の遺体をも利用して、4人の連携による雷遁忍術「雷夢雷人」で里を焼き尽くすことを試みる。
三尾出現の章（第90話 - 第112話）
木ノ葉に大蛇丸のアジトに関する情報が入り、綱手はカカシ・キバ・シノ・ヒナタの探索班を派遣する。一方、ナルトは「風遁・螺旋手裏剣」に代わる新術を開発するため、自来也と修行を開始する。修行中、ナルトは少年・幽鬼丸と出会う。幽鬼丸は音隠れで暮らす少年で、カブトと共に三尾捕獲のための実験に来ていた。大蛇丸は配下のくノ一・紅蓮に幽鬼丸の護衛を命じる。紅蓮は辺境アジトで部下の選抜戦を行うことに。探索班は辺境アジトを発見し、潜入する。紅蓮達はすでに去った後であったが、そこに残された手がかりをもとに紅蓮らを追跡することに。互いの存在に気づき動きを探り合う探索班と紅蓮たち、そしてついに両勢力は交戦を開始する。カカシから戦況変化の報告を受け、ナルトは修行を中断しヤマト達とともに探索班のもとへ向かう。一方、湖ではカブトが幽鬼丸と実験を開始する。激しい大波と共に姿を現した三尾にナルトと紅蓮は唖然とする。音隠れの狙いが尾獣だと知った綱手はシズネら増援部隊を派遣する。さらに暁ではデイダラとトビが行動を開始する。
六尾発動の章（第144話 - 第151話）
トビとの遭遇後、イタチ捜索任務を終え里への帰路を行くカカシ班の前に、カツユを通じて綱手から護衛任務の指令が下る。護衛対象はホタルという名の少女。ヤマト班はカカシたちと別れ、ホタルが身を隠している葛城山の砦に向かうが、彼女の姿は無く賞金稼ぎの集団・マゴツ衆に襲われたホタルの従者・遁兵衛がいた。ナルトたちはサクラに遁兵衛の治療を任せてホタルを追跡を開始するが、ホタルの傍にはシャボン玉を吹く霧隠れの抜け忍・ウタカタがいた。
過去篇 〜木ノ葉の軌跡〜（第176話 - 第196話）
ペインの襲撃を退け、里の復興活動に専念するナルト達は、サスケが里を抜ける前の思い出等、数々を回想する。
時系列上は原作第一部のエピソードで構成されており、第一部と同様にほぼ全て一話完結の短編となっている。
船上のパラダイスライフ（第222話 - 第242話）
雲隠れの島亀の向かうナルトの道中で起こる出来事を描く。一方で、戦争の準備を始めた木ノ葉の仲間達の様子も描かれる。
力-chikara-（第290話 - 第295話）
アニメ放送通算500回突破を記念したエピソード。
火の国の国境付近にあるトニカ村で起こった村人惨殺事件の調査に向かったカカシ班は、そこで穢土転生の実験を行っていたカブトと遭遇する。
カカシ暗部篇〜闇を生きる忍〜（第349話 - 第361話）
オビトを喪い、さらにリンをその手にかけてしまい消沈するカカシを見かね、四代目火影になったミナトは彼を暗部に任命する。
また本編では断片的にしか描かれなかった大蛇丸の里抜けやうちは一族殲滅の詳細、ヤマトが木遁忍術を習得するに至った経緯も描かれる。
ナルトの背中 〜仲間の軌跡〜（第394話 - 第413話）
ナルトが自来也と修行の旅に出てから2年が経過した木ノ葉隠れの里では木ノ葉崩し以来となる砂隠れの里との合同中忍試験が開催されようとしていた。五代目風影となった我愛羅は二次試験を砂隠れの里で開催したいと申し出るが、そこには自分に対する反逆者を炙り出す狙いがあった。さらに砂隠れの里では一部の上役達が我愛羅へのクーデターを画策しており、カカシは綱手から雨隠れの里へ内情を探るべく派遣される。
自来也忍法帳 〜ナルト豪傑物語〜（第432話 - 第450話）
無限月読が発動し、抵抗する間も無く幻術世界に取り込まれた綱手は、その世界の自来也が書いた小説を目にする。それは、ナルトを主人公とした物語だった。
「九尾のチャクラをクシナとナルトに分散したことで、ミナトとクシナが生存している」「ミナトが介入したことでうちは一族のクーデターが阻止され、イタチによる虐殺が起こらない」など、史実と一部異なる話が展開していく。
イタチ真伝篇 〜光と闇〜（第451話 - 第458話）
無限月読により多くの忍達が幻術の世界に引きずりこまれる中、須佐能乎により幻術を免れた第七班。サスケはイタチの言葉を思い返していた。イタチは幼少時代の第三次忍界大戦がきっかけで、「命」について何度も自問自答を繰り返す毎日を送っていた。やがてアカデミーに入学したイタチは頭角を現し、若干7歳でアカデミーを卒業し、以降はうちは一族と里との確執に巻き込まれていくようになる。
暁加入後はアニメオリジナルの要素が多く、オリジナルキャラクターとして原作に数コマしか登場しなかった霧隠れの忍刀七人衆だった抜け忍・枇杷十蔵が鬼鮫の前任のイタチのパートナーとして登場する。
忍宗の起源〜二つの魂インドラ・アシュラ〜（第459話 - 第468話）
カグヤと対峙したナルトとサスケに黒ゼツは真の歴史を語り始める。忍里が興る遥か昔。大筒木カグヤは突如としてこの世界に現れ、現地の王との間に子を儲けるが、些細な事から追われる身となり、その土地に生えていた神樹の実を食べ、人々を幻術にかけた。その十数年後、カグヤの子・ハゴロモとハムラは度々不審な行動をとる母に疑念を抱き始める。やがてハゴロモは偶然出会ったガマ丸（後の大ガマ仙人）からカグヤの真実を聞かされ、仙術を学び、カグヤに戦いを挑む。そして長きにわたる戦いの末、カグヤを封印し、外道魔像の監視のために月へ渡ったハムラを見送ったハゴロモは贖罪の旅に出る。旅の末に同志を集め忍宗の開祖となったハゴロモはインドラとアシュラの子を儲ける。当初こそ互いに助け合っていたインドラとアシュラだったが、ある事件からインドラが写輪眼を開眼したことにより、運命の歯車が狂い始める。
ハゴロモとハムラがカグヤと敵対した経緯やインドラとアシュラの確執は原作でも断片的に書かれているが、カグヤの過去は完全にアニメオリジナルであり、ハゴロモとハムラの父親と思われる人物も登場する。
少年時代篇（第480話 - 第483話）
ナルト、サスケ、サクラ、ヒナタ、シカマル、我愛羅、カカシ、自来也の本編では描かれなかった幼少時代を描いている。1話につき2人分放送されている。

## ミニコーナー
疾風伝本編の放送が終了し、ED後に行うおまけの短編。基本的にギャグがメインで第一期などのあらすじ説明、楽屋裏でのこぼれ話などをして進めることが多いが、シリアス調に進めることもある。第296話の「NNN〜忍者ネットワークニュース〜」は、本編終了後ではなく、アバンで放送された。296話を最後にミニコーナーは行われなかった。またオンエア時にスタッフおよびキャストはクレジットされておらず、スタッフリストが2013年1月24日のぴえろ公式ブログ内で公開された。

## スタッフ
- 原作 - 岸本斉史（集英社「週刊少年ジャンプ」連載）
- プロデューサー
  - テレビ東京 - 具嶋朋子（第1話 - 第48話）→東不可止（第49話 - 第219話）→白石誠（第220話 - 第281話）→圡方真（第282話 - 第500話）
  - studioぴえろ - 萩野賢（第1話 - 第53話）→朴谷直治（第54話 - 第479話）→町山晃一（第480話 - 第500話）
- シリーズ構成→構成（第480話以降） - 武上純希（第1話 - 第289話・第296話 - 第479話）・西園悟（第1話 - 第53話）、鈴木やすゆき（第54話 - 第71話・第432話 - 第450話）、千葉克彦（第451話 - 第458話）、吉田伸（第459話 - 第468話）→コバヤシオサム（第480話 - 第483話）→赤星政尚（第484話 - 第488話）→本田雅也（第489話 - 第493話）→下山健人（第494話 - 第500話）
- キャラクターデザイン - 西尾鉄也・鈴木博文
- 美術監督 - 髙田茂祝（第1話 - 第60話）→横松紀彦（第61話 - 第500話）
- 美術設定 - 上野秀行（第484話 - 第488話）→池田祐二（第489話 - 第493話）
- 色彩設計 - 川見拓也（第1話 - 第479話）→長島真弓（第480話 - 第500話）
- 編集（第480話 - 第500話） - 森田清次
- 撮影監督 - 松本敦穂（第1話 - 第123話）→木村伸夫（第124話 - 第479話）→和田直己（第480話 - 第493話）→増野真衣（第494話 - 第500話）
- 音楽 - 増田俊郎・六三四プロジェクト（第257話 - 第260話、第307話、第309話・第310話、第313話 - 第315話）→高梨康治・刃 -yaiba-（第1話 - 第256話、第261話 - 第500話）
- 音楽制作 - アニプレックス
- 音楽協力 - テレビ東京ミュージック
- 音楽プロデューサー - 木村唯人（第1話 - 第77話）→谷澤嘉信（第78話 - 第500話）
- 音響演出→音響監督 - えびなやすのり（ビーライン）
- 録音演出 - 神尾千春
- プランニングマネージャー - 廣部琢之（第1話 - 第479話）→番泰之（第480話 - 第500話）（テレビ東京）
- アニメーション制作 - studioぴえろ
- アニメーションプロデューサー - 朴谷直治（第1話 - 第53話）
- 脚本協力/忍術創案（脚本を担当する回は忍術創案のみ） - 彦久保雅博（第1話 - 第479話）
- 背景 - Studio Wyeth、NARA ANIMATION、STUDIO LOFT、SEOUL LOFT
- オフライン編集 - 森田清次（第1話 - 第479話）・及川雪江（森田編集室）
- ビデオ編集 - 村仲康太郎・岡村裕隆（第1話 - 第479話）、石川千鶴子→河村圭太、長尾和弘（第480話 - 第500話）（グッド・ジョブTOKYO）
- 音響効果 - 長谷川卓也（サウンドボックス）
- 録音調整→サウンド・ミキサー - 野口あきら→蝦名恭範
- 音響プロデューサー - 塚田政宏
- 録音スタジオ→MAスタジオ - スタジオごんぐ
- 録音制作→音響制作 - 楽音舎
- 番組宣伝 - 内海賢朗（第1話 - 第28話）→青木洋介（第29話 - 第179話）→野口かず美（第180話 - 第332話）→井上裕子（第333話 - 第343話）→山室泰造（第344話 - 第500話）（テレビ東京）
- アシスタントプロデューサー - 京谷知美（テレビ東京）（第220話 - 第356話）→田中奈都湖（studioぴえろ）（第357話 - 第479話・第494話 - 第500話）
- アニメーションプロデューサー - 野崎慎太郎（第489話 - 第493話）
- 制作デスク - 平川千輝（第1話 - 第118話）→田中奈都湖（第119話 - 第238話）→菊地希（第239話 - 第343話）→野藤広美（第344話 - 第408話）→野藤広美・名嘉真彩（第409話 - 第431話）→名嘉真彩（第432話 - 第479話）→加藤三南子（第480話 - 第488話）→加藤三南子・岩松秀美（第489話 - 第493話）→名嘉真彩（第494話 - 第500話）
- 制作デスク補佐 - 田中奈都湖（第64話 - 第118話）
- 設定制作 - 小野隆宏（第1話 - 第63話）→小野隆宏・菊地希（第64話 - 第118話・第121話 - 第130話・第132話 - 第137話）→菊地希（第119話・第120話・第131話・第138話 - 第238話）→小野隆宏（第239話 - 第479話）→福井のぞみ（第480話 - 第500話）
- 文芸→文芸制作 - 宮田由佳（第1話 - 第242話）→池田日出子・名嘉真彩（第243話 - 第245話）→池田日出子・田中秀人（第246話 - 第249話）→田中秀人（第250話 - ）
- 文芸補佐 - 名嘉真彩（第246話 - 第249話）
- 制作協力 - ビージェイ、ぴえろプラス（旧スタジオ旗艦）、マジックバス、マウス、ぴぎー、drop、遊歩堂、セブン・アークス、アークトゥールス、CJT、スタジオフラッド、Peace&Kindness
- サブデザイン（ノークレジット） - もりやまゆうじ・三好和也・宇佐美皓一・杉藤さゆり
- 広報（ノークレジット） - 苧野佐弥香（studio ぴえろ）・福間恵子（アニプレックス）
- シリーズディレクター/キャラクター原案/コンセプトワーク - 黒津安明（第290話 - 第295話）
- 美術設定/レイアウト監修 - 田中比呂人（第290話 - 第295話）
- ストーリー協力 - 矢野隆（第451話 - 第458話）、十和田シン（第484話 - 第488話）→矢野隆（第489話 - 第493話）→ひなたしょう（第494話 - 第500話）（集英社 JUMP j BOOKS刊）
- キャラクター協力（第288話）/キャラクターデザイン補佐（第289話） - 徳田夢之介
- 助監督 - 熊谷雅晃（第261話 - 第280話）
- 監督 - 伊達勇登（第1話 - 第479話）→コバヤシオサム（第480話 - 第483話）→今千秋（第484話 - 第488話）、渡部穩寛（第489話 - 第493話）→むらた雅彦（第494話 - 第500話）
- 製作 - テレビ東京・studioぴえろ

## 主題歌
avex trax所属の氣志團（所属事務所はソニー・ミュージックアーティスツ）を除き、一貫してソニー・ミュージックエンタテインメント系レーベルの楽曲が使われている。2008年4月クールからOP・EDに歌詞字幕が付くようになった。
また主題歌は海外でも人気が高く、アニメが完結した現在でも世界中で聴かれている。
表中の※はTVにクレジット表記されなかった楽曲情報。

### オープニングテーマ
| 順 | 話数    | 曲名                     | 歌手                     | 作詞                | 作曲                                                 | 編曲                                                 | レーベル                      | オリコン最高位 |
| -- | ------- | ------------------------ | ------------------------ | ------------------- | ---------------------------------------------------- | ---------------------------------------------------- | ----------------------------- | -------------- |
| 1  | 1-30    | Hero's Come Back!!       | nobodyknows+             | nobodyknows+        | DJ MITSU                                             | DJ MITSU                                             | Sony Music Associated Records | 17位           |
| 2  | 31-53   | distance                 | LONG SHOT PARTY          | sasaji              | LONG SHOT PARTY ※Produced by 玉井健二 & agehasprings | LONG SHOT PARTY ※Produced by 玉井健二 & agehasprings | DefSTAR Records               | 25位           |
| 3  | 54-77   | ブルーバード             | いきものがかり           | 水野良樹            | 水野良樹                                             | 江口亮 クラッシャー木村(弦編曲)                      | Epic Records                  | 3位            |
| 4  | 78-102  | CLOSER                   | 井上ジョー               | 井上ジョー          | 井上ジョー                                           | 井上ジョー                                           | Ki/oon Records                | 22位           |
| 5  | 103-128 | ホタルノヒカリ           | いきものがかり           | 水野良樹            | 水野良樹                                             | 江口亮 クラッシャー木村(弦編曲)                      | Epic Records                  | 5位            |
| 6  | 129-153 | Sign                     | FLOW                     | KOSHI ASAKAWA       | TAKESHI ASAKAWA                                      | FLOW                                                 | Ki/oon Records                | 4位            |
| 7  | 154-179 | 透明だった世界           | 秦基博                   | 秦基博              | 秦基博                                               | 久保田光太郎                                         | Ariola Japan                  | 13位           |
| 8  | 180-205 | Diver                    | NICO Touches the Walls   | 光村龍哉            | 光村龍哉                                             | NICO Touches the Walls 岡野ハジメ                    | Ki/oon Records                | 7位            |
| 9  | 206-230 | ラヴァーズ               | 7!!                      | MAIKO               | MICHIRU KEITA                                        | シライシ紗トリ                                       | Epic Records                  | 26位           |
| 10 | 231-256 | newsong                  | tacica                   | 猪狩翔一            | 猪狩翔一                                             | tacica 湯浅篤                                        | SME Records                   | 14位           |
| 11 | 257-281 | 突撃ロック               | ザ・クロマニヨンズ       | 甲本ヒロト          | 甲本ヒロト                                           | ザ・クロマニヨンズ                                   | Ariola Japan                  | 18位           |
| 12 | 282-306 | Moshimo                  | ダイスケ                 | ダイスケ            | ダイスケ                                             | 鈴木Daichi秀行                                       | Epic Records                  | 16位           |
| 13 | 307-332 | ニワカ雨ニモ負ケズ       | NICO Touches the Walls   | 光村龍哉 対馬祥太郎 | 光村龍哉                                             | NICO Touches the Walls 岡野ハジメ                    | Ki/oon Music                  | 13位           |
| 14 | 333-356 | 月の大きさ               | 乃木坂46                 | 秋元康              | 古川貴浩                                             | 古川貴浩                                             | Sony Music Records            | 1位            |
| 15 | 357-379 | 紅蓮                     | DOES                     | 氏原ワタル          | 氏原ワタル                                           | DOES                                                 | Ki/oon Music                  | 40位           |
| 16 | 380-405 | シルエット               | KANA-BOON                | 谷口鮪              | 谷口鮪                                               | KANA-BOON                                            | Ki/oon Music                  | 11位           |
| 17 | 406-431 | 風                       | 山猿                     | 山猿                | 山猿 L!TH!UM                                         | L!TH!UM                                              | Epic Records                  | 40位           |
| 18 | 432-458 | LINE                     | スキマスイッチ           | 大橋卓弥 常田真太郎 | 大橋卓弥 常田真太郎                                  | 大橋卓弥 常田真太郎                                  | Ariola Japan                  | 16位           |
| 19 | 459-479 | ブラッドサーキュレーター | ASIAN KUNG-FU GENERATION | 後藤正文            | 後藤正文                                             | ASIAN KUNG-FU GENERATION                             | Ki/oon Music                  | 13位           |
| 20 | 480-500 | カラノココロ             | Anly                     | Anly                | Anly                                                 | tasuku Louis                                         | Sony Music Records            | 34位           |

### エンディングテーマ
| 順 | 話数    | 曲名                                  | 歌手                   | 作詞                | 作曲                           | 編曲                              | レーベル                      | オリコン最高位 |
| -- | ------- | ------------------------------------- | ---------------------- | ------------------- | ------------------------------ | --------------------------------- | ----------------------------- | -------------- |
| 1  | 1-18    | 流れ星〜Shooting Star〜               | HOME MADE 家族         | HOME MADE 家族      | HOME MADE 家族                 | HOME MADE 家族                    | Ki/oon Records                | 28位           |
| 2  | 19-30   | 道 〜to you all                       | aluto                  | 藤田大吾            | 藤田大吾                       | aluto 山口一久                    | Sony Music Associated Records | 72位           |
| 3  | 31-41   | キミモノガタリ                        | little by little       | tetsuhiko           | tetsuhiko                      | tetsuhiko                         | STUDIOSEVEN Recordings        | 97位           |
| 4  | 42-53   | 目覚めろ!野性                         | MATCHY with QUESTION?  | TAKESHI             | 安田信二                       | 安田信二                          | STUDIOSEVEN Recordings        | 5位            |
| 5  | 54-63   | 素直な虹                              | surface                | surface             | 永谷喬夫                       | 武部聡志                          | Sony Music Records            | 27位           |
| 6  | 64-77   | Broken Youth                          | NICO Touches the Walls | 光村龍哉            | 光村龍哉                       | NICO Touches the Walls 岡野ハジメ | Ki/oon Records                | 35位           |
| 7  | 78-90   | Long Kiss Good Bye                    | HALCALI                | HALCALI 北浦正尚    | 北浦正尚                       | 北浦正尚                          | Epic Records                  | 53位           |
| 8  | 91-102  | バッチコイ!!!                         | デブパレード           | ハンサム判治 COYASS | デブパレード                   | ugazin                            | DefSTAR RECORDS               | 66位           |
| 9  | 103-115 | 深呼吸                                | SUPER BEAVER           | 柳沢亮太            | 柳沢亮太                       | SUPER BEAVER                      | Epic Records                  | 57位           |
| 10 | 116-128 | My ANSWER                             | SEAMO                  | SEAMO               | SEAMO Shintaro “Growth” Izutsu | Shintaro “Growth” Izutsu          | Ariola Japan                  | 19位           |
| 11 | 129-141 | おまえだったんだ                      | 氣志團                 | 綾小路翔            | 星グランマニエ                 | 氣志團                            | avex trax                     | 17位           |
| 12 | 142-153 | For You                               | AZU                    | AZU 菜穂            | h-wonder                       | h-wonder                          | Ariola Japan                  | 38位           |
| 13 | 154-166 | 自転車                                | オレスカバンド         | たえさん            | いかす 堂島孝平                | オレスカバンド 堂島孝平           | TERRY DOLLAR RECORD$          | 75位           |
| 14 | 167-179 | うたかた花火                          | supercell              | ryo                 | ryo                            | ryo                               | Sony Music Records            | 9位            |
| 15 | 180-192 | U can do it!                          | DOMINO                 | DOMINO              | DOMINO WolfJunk Aki Hishikawa  | Aki Hishikawa                     | Ki/oon Records                | 104位          |
| 16 | 193-205 | 真夜中のオーケストラ                  | Aqua Timez             | 太志                | Aqua Timez                     | Aqua Timez                        | Epic Records                  | 12位           |
| 17 | 206-218 | FREEDOM                               | HOME MADE 家族         | HOME MADE 家族      | HOME MADE 家族 Yuji Kano       | HOME MADE 家族 Yuji Kano          | Ki/oon Records                | 26位           |
| 18 | 219-230 | 欲望を叫べ!!!!                        | OKAMOTO'S              | オカモトショウ      | OKAMOTO'S                      | OKAMOTO'S                         | Ariola Japan                  | 79位           |
| 19 | 231-242 | Place to Try                          | TOTALFAT               | TOTALFAT            | TOTALFAT                       | TOTALFAT 岡野ハジメ               | Ki/oon Records                | 31位           |
| 20 | 243-256 | バイマイサイド                        | Hemenway               | Charm Toshi         | Charm                          | Charm                             | Ki/oon Records                | 130位          |
| 21 | 257-268 | カスケード                            | UNLIMITS               | 郡島陽子            | 清水葉子                       | UNLIMITS                          | Sony Music Records            | 43位           |
| 22 | 269-281 | この声枯らして feat. CHEHON           | AISHA                  | 平義隆 CHEHON       | 平義隆 CHEHON                  | YAMACHI                           | Ariola Japan                  | 圏外           |
| 23 | 282-295 | MOTHER                                | ムック                 | ミヤ                | ミヤ                           | ミヤ                              | Sony Music Associated Records | 21位           |
| 24 | 296-306 | さよならメモリー                      | 7!!                    | KEITA               | KEITA MAIKO                    | シライシ紗トリ                    | Epic Records                  | 61位           |
| 25 | 307-319 | I Can Hear                            | DISH//                 | 磯崎健史            | 磯崎健史                       | 川端良征                          | Sony Music Records            | 9位            |
| 26 | 320-332 | 夢を抱いて 〜はじまりのクリスロード〜 | Rake                   | Rake                | Rake nakaokaan ニホンジン      | Rake 佐橋佳幸                     | Ariola Japan                  | 86位           |
| 27 | 333-343 | ブラックナイトタウン                  | 近藤晃央               | 近藤晃央            | 近藤晃央                       | 出羽良彰                          | Ariola Japan                  | 53位           |
| 28 | 344-356 | 虹                                    | 真空ホロウ             | 松本明人            | 真空ホロウ                     | 真空ホロウ 佐藤帆乃佳             | Epic Records                  | 62位           |
| 29 | 357-366 | FLAME                                 | DISH//                 | 小倉しんこう        | 小倉しんこう                   | 小倉しんこう 梅原新               | Sony Music Records            | 2位            |
| 30 | 367-379 | Never Change feat.Lyu:Lyu             | SHUN                   | SHUN コヤマヒデカズ | SHUN Lyu:Lyu 7th Avenue        | Lyu:Lyu 7th Avenue                | SME Records                   | 114位          |
| 31 | 380-393 | だめだめだ                            | トミタ栞               | aio                 | aio                            | aio×Ikoman                        | Epic Records                  | 48位           |
| 32 | 394-405 | Spinning World                        | ダイアナ・ガーネット   | 井上ジョー          | 井上ジョー                     | 井上ジョー                        | MASTERSIX FOUNDATION          | 139位          |
| 33 | 406-417 | 言葉のいらない約束                    | sana                   | HoneyWorks          | HoneyWorks                     | HoneyWorks                        | MusicRay'n                    | 29位           |
| 34 | 418-431 | 虹の空                                | FLOW                   | Kohshi Asakawa      | Takeshi Asakawa                | nishi-ken FLOW                    | Ki/oon Music                  | 34位           |
| 35 | 432-443 | トラブルメイカー                      | KANIKAPILA             | 高橋久美子          | 大塚剛毅                       | シライシ紗トリ                    | Epic Records                  | 90位           |
| 36 | 444-454 | そんな君、こんな僕                    | Thinking Dogs          | 秋元康              | 古川貴浩                       | 重永亮介                          | Sony Music Records            | 23位           |
| 37 | 455-466 | 青のララバイ                          | 黒猫チェルシー         | 渡辺大知            | 岡本啓佑                       | 黒猫チェルシー 湯浅篤             | Sony Music Records            | 93位           |
| 38 | 467-479 | ピノとアメリ                          | 石崎ひゅーい           | 石崎ひゅーい        | トオミ ヨウ                    | トオミ ヨウ                       | Epic Pecords                  | 102位          |
| 39 | 480-488 | 旅立ちの唄                            | あゆみくりかまき       | Saku（hotarubi）    | Saku（hotarubi）               | APAZZI U.M.E.D.Y.                 | SME Records                   | 27位           |
| 40 | 489-500 | 絶絶                                  | Swimy                  | Takumi              | Takumi                         | Swimy keiichi wakui               | Ariola Japan                  | 199位          |

### 挿入歌
- 「雄叫び」（第223話）
作詞・歌 - 遊助 / 作曲・編曲 - 木村有希
『劇場版 NARUTO -ナルト- ブラッド・プリズン』主題歌。
- 「尾獣数え唄」（第330話 等）
歌 - うずまきナルト / 作詞 - 彦久保雅博 / 作曲 - 高梨康治

## 放送局
連動データ放送はテレビ東京系列6局のみ、字幕放送はテレビ東京系列6局・奈良テレビ・キッズステーションのみ実施。また、放送日時は2017年3月23日の番組終了時点のものとする。
| 放送地域       | 放送局                | 放送日時                     | 放送系列         | ネット状況 |
| -------------- | --------------------- | ---------------------------- | ---------------- | ---------- |
| 関東広域圏     | テレビ東京（TX）      | 木曜 19:25 - 19:53           | テレビ東京系列   | 製作局     |
| 北海道         | テレビ北海道（TVh）   | 木曜 19:25 - 19:53           | テレビ東京系列   | 同時ネット |
| 愛知県         | テレビ愛知（TVA）     | 木曜 19:25 - 19:53           | テレビ東京系列   | 同時ネット |
| 大阪府         | テレビ大阪（TVO）     | 木曜 19:25 - 19:53           | テレビ東京系列   | 同時ネット |
| 岡山県・香川県 | テレビせとうち（TSC） | 木曜 19:25 - 19:53           | テレビ東京系列   | 同時ネット |
| 福岡県         | TVQ九州放送（TVQ）    | 木曜 19:25 - 19:53           | テレビ東京系列   | 同時ネット |
| 奈良県         | 奈良テレビ（TVN）     | 木曜 19:25 - 19:53           | 独立局           | 同時ネット |
| 青森県         | 青森放送（RAB）       | 金曜 1:56 - 2:26（木曜深夜） | 日本テレビ系列   | 遅れネット |
| 岩手県         | IBC岩手放送（IBC）    | 木曜 1:23 - 1:53（水曜深夜） | TBS系列          | 遅れネット |
| 宮城県         | 東北放送（tbc）       | 月曜 1:55 - 2:25（日曜深夜） | TBS系列          | 遅れネット |
| 秋田県         | 秋田放送（ABS）       | 月曜 1:30 - 2:00（日曜深夜） | 日本テレビ系列   | 遅れネット |
| 山形県         | 山形放送（YBC）       | 日曜 1:40 - 2:20（土曜深夜） | 日本テレビ系列   | 遅れネット |
| 福島県         | 福島テレビ（FTV）     | 水曜 1:25 - 1:55（火曜深夜） | フジテレビ系列   | 遅れネット |
| 新潟県         | テレビ新潟（TeNY）    | 金曜 1:59 - 2:29（木曜深夜） | 日本テレビ系列   | 遅れネット |
| 山梨県         | 山梨放送（YBS）       | 日曜 5:00 - 5:30             | 日本テレビ系列   | 遅れネット |
| 長野県         | 信越放送（SBC）       | 日曜 6:15 - 6:45             | TBS系列          | 遅れネット |
| 静岡県         | 静岡放送（SBS）       | 土曜 1:40 - 2:10（金曜深夜） | TBS系列          | 遅れネット |
| 富山県         | 富山テレビ（BBT）     | 水曜 2:05 - 2:35（火曜深夜） | フジテレビ系列   | 遅れネット |
| 石川県         | テレビ金沢（KTK）     | 日曜 3:06 - 3:36（土曜深夜） | 日本テレビ系列   | 遅れネット |
| 福井県         | 福井テレビ（FTB）     | 土曜 18:30 - 19:00           | フジテレビ系列   | 遅れネット |
| 岐阜県         | 岐阜放送（GBS）       | 月曜 18:30 - 19:00           | 独立局           | 遅れネット |
| 三重県         | 三重テレビ（MTV）     | 月曜 17:00 - 17:30           | 独立局           | 遅れネット |
| 滋賀県         | びわ湖放送（BBC）     | 月曜 1:30 - 2:00（日曜深夜） | 独立局           | 遅れネット |
| 和歌山県       | テレビ和歌山（WTV）   | 土曜 8:30 - 9:00             | 独立局           | 遅れネット |
| 島根県・鳥取県 | 山陰中央テレビ（TSK） | 水曜 16:20 - 16:50           | フジテレビ系列   | 遅れネット |
| 広島県         | テレビ新広島（tss）   | 金曜 2:30 - 3:00（木曜深夜） | フジテレビ系列   | 遅れネット |
| 山口県         | テレビ山口（tys）     | 木曜 2:19 - 2:49（水曜深夜） | TBS系列          | 遅れネット |
| 愛媛県         | あいテレビ（itv）     | 土曜 5:30 - 6:00             | TBS系列          | 遅れネット |
| 高知県         | テレビ高知（KUTV）    | 日曜 2:23 - 2:53（土曜深夜） | TBS系列          | 遅れネット |
| 長崎県         | テレビ長崎（KTN）     | 日曜 5:30 - 6:00             | フジテレビ系列   | 遅れネット |
| 熊本県         | 熊本放送（RKK）       | 日曜 6:00 - 6:30             | TBS系列          | 遅れネット |
| 大分県         | 大分放送（OBS）       | 日曜 1:53 - 2:23（土曜深夜） | TBS系列          | 遅れネット |
| 宮崎県         | 宮崎放送（MRT）       | 木曜 16:20 - 16:50           | TBS系列          | 遅れネット |
| 鹿児島県       | 南日本放送（MBC）     | 土曜 5:00 - 5:30             | TBS系列          | 遅れネット |
| 沖縄県         | 沖縄テレビ（OTV）     | 火曜 2:05 - 2:35（月曜深夜） | フジテレビ系列   | 遅れネット |
| 日本全域       | BSジャパン            | 水曜 0:58 - 1:28（火曜深夜） | BS放送           | 遅れネット |
| 日本全域       | AT-X                  | 火曜 22:00 - 22:30           | アニメ専門CS放送 | 遅れネット |

- TXNをはじめ38もの放送局で放送されており、系列外では2011年3月まで同時ネットだった岐阜放送、2013年3月28日より同時ネットを開始した奈良テレビを除き全て遅れネットで、局によっては1年以上も遅れて放送されていた。2018年10月27日深夜に番販ネット局で最も遅れて放送されていた大分放送で最終回を迎え、全てのネット局での放送を終了した。なお、テレビ朝日系列の地方放送局では一度もレギュラー放送されなかった。
- テレビ大阪では2013年7月25日 → 7月27日、天神祭中継のため同時間帯に振り替えて放送。データ放送はなし。
- 2009年の3月頃まで前枠の『ポケットモンスターシリーズ』を19時枠、当番組を20時枠のスペシャルを放送していたが[7]、2009年4月以降19時から1時間スペシャルを行う際、交互に実施される場合が多くなった。
  - ただしテレビせとうちでの再放送時にはエンドカードも放送されていた（テレビ大阪の場合は再放送時もエンドカードがカットされていた）。
- 台湾では中華電視台で日曜18時30分 - 19時00分に放送されている。
- 韓国のトゥーニバースでも、2008年9月より放送されている。

### TXN局でのローカル再放送
一部のTXN局ではローカルセールス・ローカルネット枠での再放送が行われていた。
- テレビ大阪では『朝のこども劇場』で再放送されている。2010年7月21日から8月31日までは第1話から第30話を、2011年5月9日から8月31日までは第31話から第108話を月曜から金曜の8:00 - 8:30に再放送していた。
  - 2012年6月21日より木曜 7時30分 - 8時00分に再放送されていた（第109話から）。『朝のこども劇場』枠以外での再放送は初めて（概要の特選放送を除く）。
  - 当局ではアニメシリーズ第1期から夏休み期間（夏休みこども劇場）を中心に度々再放送を行っていた。
  - 第1話から第30話までは次回予告とミニコーナーが放送されなかったが、第31話以降は放送されていた。字幕放送はなし。
- テレビせとうちでは2011年7月7日より木曜 7時30分 - 8時00分に再放送されていた（第54話から）。こちらも字幕はなし。
- テレビ愛知では2011年7月から10月6日まで木曜 7時30分 - 8時00分にて「過去篇 〜木ノ葉の軌跡〜」の再放送が行われていた（第188話まで）。前2局とは異なり字幕放送も実施。
  - 2012年1月8日から9月23日まで日曜 6時30分 - 7時00分に再放送されていた（第189話から第220話まで）。
  - テレビ愛知では夏休み・冬休みの平日朝に再放送が行われることもある。
- TVQ九州放送では2012年6月28日から、木曜 7時30分 - 8時00分にて、『ROAD TO NINJA -NARUTO THE MOVIE-』の公開を記念して、ナルト出生のエピソード（第246話 - ）を「ROAD TO NARUTO ナルトの出生」というタイトルで、特別再放送を行っていた。字幕はなし。

## 劇場版
- 劇場版 NARUTO -ナルト- 疾風伝（2007年）
- 劇場版 NARUTO -ナルト- 疾風伝 絆（2008年）
- 劇場版 NARUTO -ナルト- 疾風伝 火の意志を継ぐ者（2009年）
- 劇場版 NARUTO -ナルト- 疾風伝 ザ・ロストタワー（2010年）
  - 同時上映『劇場版 NARUTO -ナルト- そよかぜ伝 ナルトと魔神と3つのお願いだってばよ!!』。

※下記4作品については作品名に『疾風伝』が付いていないが、便宜上『疾風伝』の項に記載する。
- 劇場版 NARUTO -ナルト- ブラッド・プリズン（2011年）
  - 同時上映『炎の中忍試験!ナルトVS木ノ葉丸!!』。
- ROAD TO NINJA -NARUTO THE MOVIE-（2012年）
- THE LAST -NARUTO THE MOVIE-（2014年）
- BORUTO -NARUTO THE MOVIE-（2015年）

## 関連作品

### 疾風!"木ノ葉学園"伝
ED2「道 〜to you all」の映像を元に制作された学園スピンオフ作品。風影奪還の章第7巻DVDの映像特典としてピクチャードラマ形式で収録された。

### NARUTO x UT
ユニクロとのコラボで展開されたミュージックビデオアニメ。コラボTシャツ先着購入者限定で販売された。少年時代からペインとの戦闘までの範囲で一部の場面を全編新規作画で描かれており、当時はアニメ放送前のナルトとサスケの対決が先行して映像化された。
主題歌
- 「真夜中のオーケストラ UNIQLO×NARUTO ver.」

### サニー・サイド・バトル!!!
「ジャンプ・スーパーアニメツアー2013」で公開されたイベント用アニメ作品。上映時間11分。後に『NARUTO -ナルト- 疾風伝 ナルティメットストームレボリューション』の予約特典として収録された。
ストーリー
ある日の朝、うちはイタチは実家の台所で弟のうちはサスケの為に完璧な目玉焼きを作ろうとするが、毎回上手くできず悪戦苦闘していた。そんな中、起床したサスケはイタチが調理した目玉焼きを食べようとするが、何故かイタチに止められてしまう。
キャスト
- うちはイタチ - 石川英郎
- うちはサスケ - 杉山紀彰
- うずまきナルト - 竹内順子

スタッフ
- 監督 - 拙者五郎
- 脚本 - 鈴木やすゆき

## 関連商品
CD
NARUTO -ナルト-のディスコグラフィ参照
公式本
- NARUTO-ナルト-十年百忍（集英社・ISBN 978-4-08-874825-2）